# Miyuki Sawashiro
Miyuki Sawashiro (沢城 みゆき, Sawashiro Miyuki), née le 2 juin 1985 dans la Préfecture de Nagano, est une chanteuse et seiyū japonaise. Elle est entre autres la voix de Asada Shino, alias Sinon  issue du light novel Sword Art Online, celle de Cammy dans le jeu vidéo Street Fighter IV, celle de Kurapika dans Hunter X Hunter et la nouvelle voix de Fujiko Mine dans Lupin III à la suite de Eiko Masuyama.

## Biographie
Miyuki Sawashiro est née le 2 juin 1985  dans la Préfecture de Nagano. Pendant son séjour au lycée, elle a séjourné en Pennsylvanie, où elle a participé à un programme d'hébergement chez l'habitant pour apprendre l'anglais,. Elle prend du temps pour pratiquer l'anglais lorsqu'elle n'est pas occupée par des travaux de doublage. Elle a un frère cadet nommé Chiharu Sawashiro qui est également comédien de doublage (seiyū). Son agent est Aoni Production.
Sawashiro a annoncé son mariage en 2014. En 2018, Mayumi Tanaka, une autre doubleuse de Sawashiro, a annoncé que Sawashiro avait donné naissance avec succès à son premier enfant.
Elle a participé aux auditions des doubleurs pour Di Gi Charat le 2 mai 1999, et a remporté le prix spécial du jury. Elle a prêté sa voix à Puchiko dans la version doublée en anglais de Leave it to Piyoko, faisant d'elle la première et l'une des rares doubleuses japonaises à avoir repris un rôle en anglais en plus de l'interprétation originale en japonais. Elle n'a pas pu enregistrer pour le doublage anglais de la série télévisée Di Gi Charat. série télévisée en raison d'un conflit d'agenda Elle était affiliée à Mausu Promotion depuis le début de sa carrière de doubleuse jusqu'en août 2015, date à laquelle elle est devenue affiliée à Aoni Production.

## Doublage

### Anime
- 1990 : Shootfighter Tekken :  Akemi Takaishi
- 1999 : Di Gi Charat : Puchiko/Petit Charat (générique) (ED)
- 2000 : Di Gi Charat Summer Special : Petit Charat, Puchiko (générique) (ED)
- 2000 : Di Gi Charat Christmas Special : Puchiko, Petit Charat (générique) (ED)
- 2001 : Di Gi Charat - A Trip to the Planet : Puchiko, Petit Charat (générique) (ED)
- 2001 : Di Gi Charat Ohanami Special : Puchiko, Petit Charat (générique) (ED)
- 2001 : Galaxy Angel : Mint Blancmanche, Puchiko (ep. 17), Yurippe (ep. 18) (générique) (OP/ED)
- 2001 : Di Gi Charat Natsuyasumi Special : Petit Charat (générique) (ED)
- 2001 : Shiawase Sou no Okojo-san : Kojopii
- 2001 : Kokoro Library : Iina, Kokoro Shindou (épisode 11)
- 2002 : Panyo Panyo Di Gi Charat : Petit Charat, Puchiko (générique) (ED)
- 2002 : Galaxy Angel Z : Mint Blancmanche, Pint (générique) (OP/ED)
- 2002 : Pita-ten (2002), Kotarou Higuchi (générique) (ED)
- 2002 : EX-Driver the Movie : Angela Ganbino
- 2002 : Princesse Tutu : Lamp Spirit (épisode 5)
- 2002 : Galaxy Angel A : Mint Blancmanche (générique) (OP/ED)
- 2003 : Leave it to Piyoko! : Puchiko
- 2003 : Wolf's Rain : Alchemist C (épisode 26)
- 2003 : Kaleido Star: Sophie Oswald
- 2003 : Di Gi Charat Nyo : Petit Charat, Puchiko (Cappuccino) (générique) (OP 2-3, ED 2-5)
- 2003 : Onegai Twins : Yuuka Yashiro
- 2003 : Cromartie High School : Puchiko (épisode 25)
- 2003 :  The Galaxy Railways : Berga (épisode 9), Rifl (épisode 21)
- 2003 : Peace Maker : Hotaru
- 2003 : Aquarian Age the Movie : Reina Arcturus
- 2003 : Galaxy Angel S : Mint Blancmanche
- 2003 : Saiyuki Gunlock : Enfant (épisode 10)
- 2003 : Sergent Keroro : Girl (épisode 20)
- 2003 : Legendz: Yomigaeru Ryuuou Densetsu :, English A/Treasurer
- 2004 : Rozen Maiden : Shinku
- 2004 : Galaxy Angel X : Mint Blancmanche, générique (OP/ED 2)
- 2004 : DearS : Khi
- 2004 : Viewtiful Joe : Amy (épisode 19)
- 2004 : Gunbuster 2 : Tycho Science
- 2005 : Fighting Fantasy Girl Rescue Me: Mave-chan : Two-chan
- 2005 : Best Student Council : Mayura Ichikawa, générique (ED)
- 2005 : Basilisk : Hotarubi, Ogen (jeune)
- 2005 : D.C.S.S. ~Da Capo Second Season~ : Kanae Kudou
- 2005 : Pani poni dash! : Akane Serizawa
- 2005 : Full Metal Panic! The Second Raid : Xia Yu Lan
- 2005 : La Fille des enfers : Kanako Sakuragi (épisode 23)
- 2005 : Solty Rei : Mii
- 2005 : My-otome : Sara Gallagher
- 2005 : Rozen Maiden: Träumend : Shinku
- 2005 : Mushi-Shi : Ginko (plus jeune, épisode 26), Yoki (épisode 12)
- 2006 : Kagihime Monogatari: Eikyū Alice Rondo : Lorina Lilina (épisodes 9, 13)
- 2006 : Rakugo Tennyo Oyui : Tae Yanaka
- 2006 : Glass Fleet : Gouda, Michel (frère) (à 10 ans)
- 2006 : Hime-sama Goyojin : Sobana Kana
- 2006 : Otogi-Jushi Akazukin : Ibara-hime
- 2006 : Welcome to the NHK : Yuu Kusano
- 2006 : Black Blood Brothers : Cassandra Jill Warlock
- 2006 : Galaxy Angel Rune : Mint Blancmanche (épisode 7)
- 2006 : Red Garden : Claire Forrest
- 2006 : Ghost Hunt : Kuroda (épisodes 1-3)
- 2006 : Negima!? : Nekane Springfield, Shichimi (générique) (OP8)
- 2006 : My-Otome Zwei : Sara Gallagher
- 2006 : Rozen Maiden: Ouvertüre : Shinku
- 2006 : Utawareru mono : Aruru
- 2006 : Winter Garden : Petit Charat, Puchiko (Cappuccino)
- 2007 : Strike Witches  : Perrine-H. Clostermann
- 2007 : Les Misérables: Shoujo Cosette  : Beatrice
- 2007 : Hidamari Sketch : annonceur (ép 7), Landlady
- 2007 : Nodame Cantabile : étudiante (ép 3), Shinichi Chiaki (jeune)
- 2007 : Heroic Age :  Rekti Rekuu
- 2007 : Kishin Taisen Gigantic Formula : Kana Kamishiro
- 2007 : Bakugan Battle Brawlers : Chan, Kako
- 2007 : Kamichama Karin : Kazune Kujyou
- 2007 : Sky Girls : Yuuki Sakurano
- 2007 : Sayonara Monsieur Désespoir : Maria Tarō Sekiutsu (générique)
- 2007 : Naruto Shippûden : Shizune
- 2007 : Blue Drop: Tenshi-tachi no Gikyoku : Hagino Senkōji
- 2007 : Suteki Tantei Labyrinth : Mayuki Hyūga
- 2007 : Dragonaut - The Resonance : Akira Souya, Laura
- 2007 : Goshūshō-sama Ninomiya-kun : Reika Hōjō (générique) (OP/ED)
- 2007 : Shugo Chara! : Yoru, Shōta (ép 34), X-Chara/X-Egg, X-Diamond/Impurified Diamond, Yū Nikaidō (jeune), Ikuto Tsukiyomi (jeune)
- 2007 : Hidamari Sketch : Landlady
- 2007 : Appleseed Ex Machina  : Hitomi
- 2008 : Zoku Sayonara Zetsubō sensei : Maria Tarō Sekiutsu, générique (OP/ED)
- 2008 : Persona: Trinity Soul : Jun Kanzato, Yuki Kanzato (ép. 20), Ryō Kanzato (enfant) (ép. 15)
- 2008 : Kurenai : Shinkurō Kurenai
- 2008 : Wagaya no Oinarisama. : Zashiko Warashiko (ép. 12)
- 2008 : Glass Maiden : Kirie
- 2008 : Library Wars : Asako Shibasaki
- 2008 : Chiko, Heiress of the Phantom Thief : Nozomi Kayama
- 2008 : Hidamari Sketch × 365 : Landlady
- 2008 : Strike Witches : Perrine-H. Clostermann, générique (ED7, ED9, ED11, ED 12)
- 2008 : Antique Bakery : l'enfant kidnappé (ép 11)
- 2008 : Le Pacte des Yōkai : Jun Sasada, lycéenne (ép 10), fille (ép. 1)
- 2008 : World Destruction: Sekai bokumetsu no rokunin : Maaya (ép. 7)
- 2008 : Time of Eve : Chie
- 2008 : Hakushaku to Yōsei : Jimmy (ép 8-12)
- 2008 : Yozakura Quartet : Kotoha Isone
- 2008 : Linebarrels of Iron  : Satoru Yamashita
- 2008 : Kannagi : Crazy Shrine Maidens  : Tsugumi Aoba, Jin Mikuriya (jeune)
- 2008 : Shugo Chara!! Doki : Yoru, Nazotama
- 2008 : Nodame Cantabile: Paris  : Chiaki Shinichi (enfance)
- 2008 : Maria Holic  : Dorm Leader aka God aka Boss
- 2008 : Touhou Musou Kakyou : Marisa Kirisame
- 2009 : Canaan : Canaan
- 2009 : Tatakau Shisho : Mirepoc
- 2009 : Letter Bee : Lag Seeing
- 2009 : Phantom: Requiem for the Phantom : Drei, Cal Devens
- 2009 : Tears to Tiara :  Lidia/Lydia
- 2009 : Zoku Natsume Yūjin-Chō  : Jun Sasada
- 2009 : Bakemonogatari : Suruga Kanbaru
- 2009 : Zan Sayonara Zetsubō Sensei : Maria Tarō Sekiutsu
- 2009 : Jewelpet : Aoi Arisugawa, Labra
- 2009 : Kokoro Library: Communication Clips : Iina
- 2009 : Kimi ni Todoke : Ayane Yano
- 2009 : Fairy Tail  : Ultear, Virgo, Ur
- 2010 : Durarara!! : Celty Sturluson
- 2010 : Angel Beats!  : Masami Iwasawa
- 2010 : Arakawa Under the Bridge : Maria, générique (OP2)
- 2010 : Black Rock Shooter : Dead Master, Yomi Takanashi
- 2010 : Highschool of the Dead : Saeko Busujima
- 2010 : The Legend of the Legendary Heroes : Carne Kywell
- 2011 : Hunter × Hunter  : Kurapika
- 2011 : Lupin III : Chi no Kokuin Eien no Mermaid : Fujiko Mine
- 2012 : Kokoro Connect : Inaba Himeko
- 2012 : Jinrui wa suitai shimashita : Y
- 2012 : Beelzebub : Baby Beel / Kaiser de Emperana Beelzebub IV
- 2012 : Zetsuen no Tempest : Hakaze Kusaribe
- 2012 : Psycho Pass : Shion Karanomori
- 2012 : Senki Zesshou Symphogear : Sakurai Ryoko
- 2012 : AKB0048 : Maeda Atsuko the 13th
- 2013 : Uta no prince-sama maji love 1000% : Nanami Haruka
- 2013 : Uta no prince-sama maji love 2000% : Nanami Haruka
- 2013 : Photo Kano : Tomoe Misumi
- 2013 : My Little Pony : Twilight Sparkle
- 2013 : Albator, corsaire de l'espace (宇宙海賊キャプテンハーロック) de Shinji Aramaki : Kei
- 2013 : Danganronpa : The Animation : Touko Fukawa
- 2013 : AKB0048 Next Stage : Maeda Atsuko le 13e
- 2013 : Tokurei Sochi Dantai Sutera Jo-Gakuin Kōtō-ka Shīkyūbu : Sonora Kashima
- 2014 : Noragami : Bishamon
- 2014 : No Game No Life : Izuna Hatsuse
- 2014 : Sword Art Online II (Phantom Bullet) : Shino Asada/Sinon
- 2014 : Rage of Bahamut: Genesis : Rita
- 2014 : Psycho-Pass 2 : Shion Karanomori
- 2014 : Parasite : Kana Kimishima
- 2015 : Go! Princess PreCure : Towa Akagi, Twilight, Cure Scarlet
- 2015 : Yamada-kun To 7-nin No Majo : Leona
- 2015 : One Punch Man : Mosquito Girl
- 2015 : Shuriken Sentai Ninninger : Youkai Futakuchi-onna
- 2015 : Charlotte : Sala Shane
- 2016 : Twin Star Exorcists : Subaru Mitejima
- 2017 : One Piece : Charlotte Pudding
- 2017 : Rinne : Hitomi Annette Anematsuri
- 2017 : Rage of Bahamut: Virgin Soul : Rita
- 2017 : Fate / Apocrypha : Mordred
- 2017 : Gambling School : Kirari Momobami
- 2018 : GeGeGe no Kitarō : Kitarō
- 2019 : Lupin III: The First : Fujiko Mine
- Fruits Basket (2019) : Kyōko Honda[7]
- 2021 : Valkyrie Apocalypse : Brunehilde
- 2021 : Edens Zero : Valkyrie Yuna[8]
- 2021 : Digimon Ghost Game : Gammamon[9]
- 2021 : Demon Slayer: Kimetsu no Yaiba : Daki

### Animation théâtrale
- 2002 : éX-Driver The Movie : Angela Ganbino
- 2007 : Naruto Shippuden, le film : Shizuku
- 2011 : Doraemon: Nobita and the New Steel Troops—Winged Angels : Riruru
- 2011 : Inazuma Eleven GO: Kyūkyoku no Kizuna Gurifon : Shuu
- 2012 : Evangelion: 3.0 You Can (Not) Redo : Sakura Suzuhara
- 2013 : Hunter × Hunter: Phantom Rouge : Kurapika
- 2013 : Space Pirate Captain Harlock : Kei Yuki
- 2013 : Bayonetta: Bloody Fate : Cereza
- 2013 : Persona 3 The Movie: No.1 Spring of Birth : Elizabeth[10]
- 2013 : Lupin the 3rd vs. Detective Conan: The Movie : Fujiko Mine
- 2013 : Hunter × Hunter: The Last Mission : Kurapika
- 2014 : Persona 3 The Movie: No. 2, Midsummer Knight's Dream : Elizabeth, Chidori Yoshino
- 2014 : Inazuma Eleven: Chou Jigen Dream Match : Shuu
- 2014 : K: Missing Kings : Seri Awashima
- 2015 : Psycho-Pass: The Movie : Shion Karanomori
- 2015 : Ghost in the Shell: The New Movie : Logicoma
- 2015 : Go! Princess Precure the Movie: Go! Go!! Splendid Triple Feature!!! : Towa Akagi/Cure Scarlet
- 2015 : Harmony : Tuan Kirie
- 2016 : Pretty Cure All Stars|Pretty Cure All Stars: Singing with Everyone Miraculous Magic! : Towa Akagi/Cure Scarlet
- 2017 : Sword Art Online The Movie: Ordinal Scale : Sinon/Shino Asada
- 2017 : Pretty Cure Dream Stars! : Towa Akagi/Cure Scarlet
- 2017 : Crayon Shin-chan: Invasion!! Alien Shiriri : Shiriri
- 2017 : No Game No Life: Zero : Izuna Hatsue
- 2018 : Maquia: When the Promised Flower Blooms : Rashine[11]
- 2018 : Natsume's Book of Friends the Movie: Tied to the Temporal World : Jun Sasada
- 2019 : Human Lost : Madam
- 2019 : Lupin III: The First : Fujiko Mine
- 2020 : Fate/Grand Order: Camelot - Wandering; Agaterám : Mordred
- 2022 : Fruits Basket: Prelude : Kyōko Honda[12]

### Cinéma
- 2018 : The Travelling Cat Chronicles : le chat Momo (voix)

### Jeux vidéo
- 2007 : Ar tonelico II: Melody of Metafalica : Cloche Leythal Pastalie
- 2007 : Odin Sphere : Velvet
- 2009 : League of Legends : Miss Fortune
- 2009 :  Left 4 Dead: Survivors : Sara Kirishima
- 2010 : Danganronpa : Toko Fukawa et Genocider Shô / Genocider jack
- 2010 : Ōgon Musōkyoku Cross : Dlanor A. Knox
- 2011 : Catherine : Catherine
- 2011 : Tales of Xillia : Milla Maxwell
- 2011 : Umineko no Naku Koro ni Chiru ~Nocturne of Truth and Illusion~ : Dlanor A. Knox
- 2012 : Fire Emblem: Awakening : Daraen (femme), Linfan (femme)
- 2012 : Hyperdimension Neptunia Victory : Broccoli
- 2012 : Tales of Xillia 2 : Milla Maxwell, Milla
- 2012 : Tales of Innocence : Sian Tenebro
- 2013 : Final Fantasy XIV : A Realm Reborn : Minfilia
- 2013 : JoJo's Bizarre Adventure: All Star Battle : Jolyne Cujoh
- 2014 : Granblue Fantasy : Katalina
- 2014 : Phantasy Star Nova : Fildia
- 2015 : Danganronpa Another Episode: Ultra Despair Girls : Toko Fukawa
- 2015 : Fate/Grand Order : Mordred, Rama, Artemis, Nightingale
- 2015 : Fire Emblem Fates : Camilla
- 2015 : The Witcher III: Wild Hunt : Ciri
- 2015 : JoJo's Bizarre Adventure: Eyes of Heaven : Jolyne Cujoh
- 2015 : Yakuza Zero : Makoto Makimura
- 2016 : Final Fantasy XV : Aranea Highwind
- 2017 : Azur Lane : Monarch, Tosa
- 2017 : Dragon Quest XI : Les Combattants de la destinée : Krystalinda (voix japonaise)
- 2017 : Fire Emblem Heroes : Camilla, Daraen (femme), Linfan (femme)
- 2017 : Fire Emblem Warriors : Daraen (femme), Camilla
- 2017 : SINoALICE : Shinku
- 2018 : SoulCalibur VI : Ivy
- 2020 : Genshin Impact : Raiden Shogun
- 2023 : Fire Emblem Engage : Camilla
- Accel World vs. Sword Art Online: Millenium Twilight : Shino Asada, Sinon
- BlazBlue : Carl Clover
- Elsword : Chung
- Gothic wa Mahou Otome : Shinku, Puchiko
- Koumajou Densetsu II: Stranger's Requiem : Sakuya Izayoi
- Sword Art Online: Fatal Bullet : Shino Asada, Sinon
- Sword Art Online: Hollow Fragment : Shino Asada, Sinon
- Sword Art Online: Hollow Realization : Shino Asada, Sinon
- Sword Art Online: Lost Song : Shino Asada, Sinon
- Sword Art Online: Alicization Lycoris : Shino Asada, Sinon
- Honkai impact 3rd : Raiden Mei
- Honkai : Star Rail : Acheron
- Punishing: Gray Raven : Rosetta
- Tokyo babel : lilith